# Adam Marczukiewicz

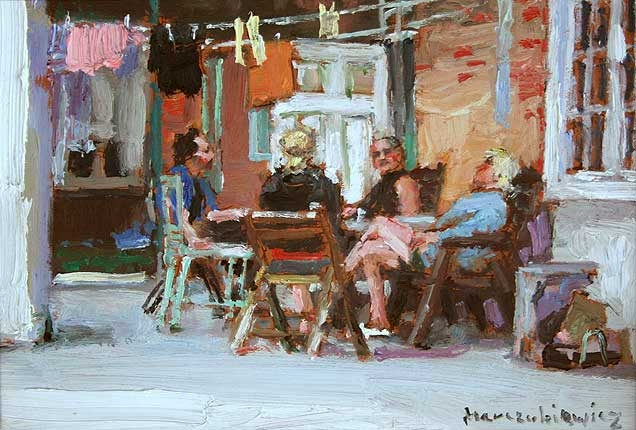
U Jasia (2008)

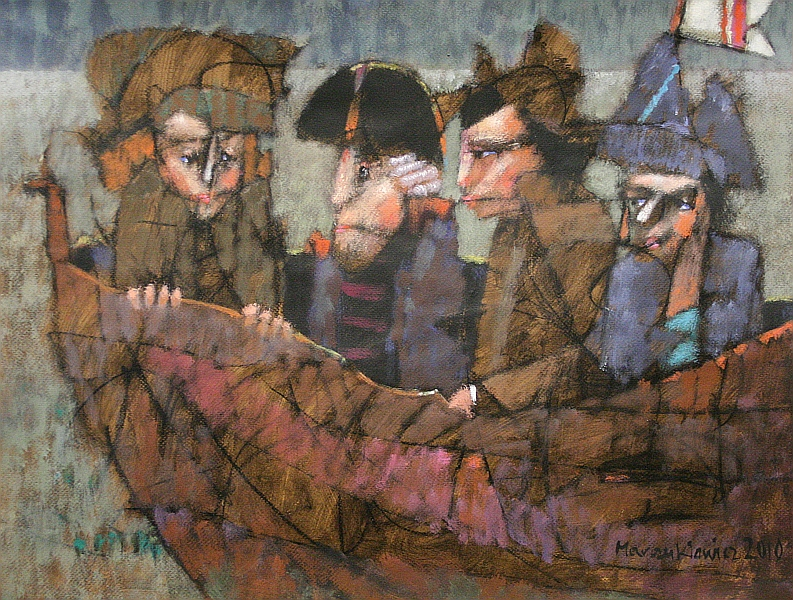
Swamp patrol (2010)

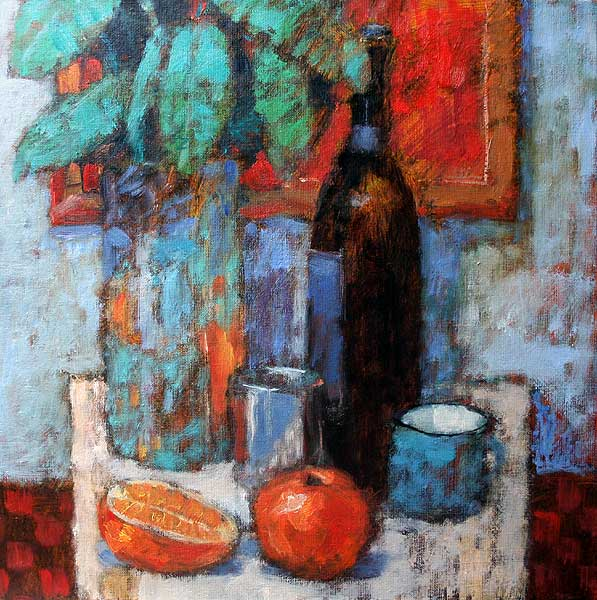
Martwa natura 2013

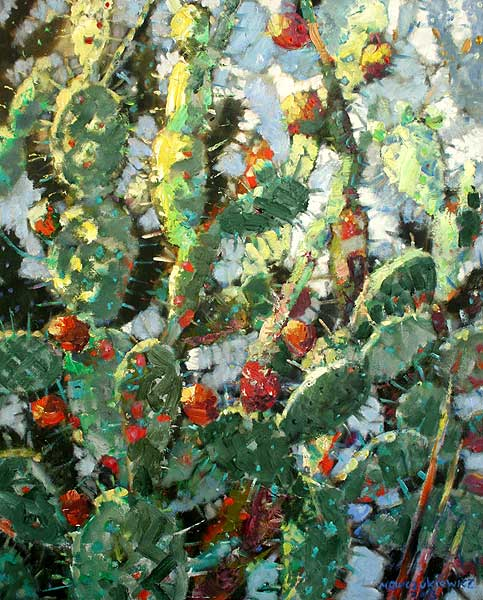
Opuncje 2013/1

Adam Marczukiewicz (ur. 4 grudnia 1958 w Olkuszu) – polski artysta malarz, grafik.

## Edukacja
Studiował na Wydziale Grafiki Akademii Sztuk Pięknych w Krakowie pod kierunkiem Jana Świderskiego i Zbysława Marka Maciejewskiego. W 1986 roku obronił dyplom w pracowni Włodzimierza Kunza. W latach 1988–1990 był asystentem na Wydziale Grafiki w pracowni litografii. Od 1987 roku należy do Związku Polskich Artystów Plastyków w Krakowie.

## Twórczość
Refleksyjna twórczość Adama Marczukiewicza nawiązuje do spraw doczesnych, ukazując ich realizm, a zarazem groteskowość. Malarz tworzy obrazy w ciepłych nasyconych barwach.

## Wystawy
Źródło

### Wystawy indywidualne
- 1986: Kraków, Galeria Farbiarnia
- 1989: Bopfingen, Galeria Kauffmann
- 1990: Brema, Galeria Atmosphere
- 1992: Na krańcu rzeczywistości (Kraków, Galeria ZPAF)
- 1995: Kraków, Galeria Pod Złotym Lewkiem
- 2000: Kraków, Galeria Estera
- 2001: Brzmienia koloru (Warszawa, Galeria Belotto)
- 2002: O ulotności wartości (Kraków, Galeria Weiss Nowina Konopka)
- 2003: Skały i morze (Kraków, Galeria Autorska Wiesława Domańskiego)
- 2004: Pół na pół z Andrzejem Warzechą (Kraków, Galeria Weiss Nowina Konopka)
- 2006:

Pochwała koloru (Kraków, Galeria Autorska Bronisława Chromego)
Ring wolny (Kraków, Mini Galeria – Śródmiejski Ośrodek Kultury)
- 2008: To co lubię (Kraków, Galeria Autorska Wiesława Domańskiego)
- 2009: Sny na jawie (Kraków, Galeria Autorska Wiesława Domańskiego)
- 2010: Są takie miejsca (Kraków, Galeria Autorska Wiesława Domańskiego)
- 2012:

Lungomare (Szczecin, Galeria 111)
Lungomare (Lovran, Galeria Laurus)
- 2013: Pomiędzy pejzażem a figuracją (Kraków, Galeria Attis)
- 2014: Żyć się chce, (Kraków, Galeria Szalom)

### Wystawy zbiorowe
- 1986: Najlepsze dyplomy, Łódź
- 1987: Konfrontacje Najmłodszych Artystów Krakowa (Myślenice, Grand Prix za malarstwo)
- 1988: Grafika Roku (Kraków – III nagroda)
- 1989:

Segment 2. Malerei aus Krakau (Norymberga)
Młode malarstwo krakowskie (Paryż, Vire, Saint-Étienne, Lyon)
- 1990:

Malarstwo krakovskeho prostredia (Bratysława)
Contemporary Polish Painting the Krakow School” (Chicago)
- 1992:

Europa 92 Kunst aus Frankreich und Polen (Bad Kissingen)
Prof. Zbysław Maciejewski, uczniowie i przyjaciele (Norymberga)
- 1996: Salon Jesienny (Kraków)
- 2002: Mierzyn 2001 (Sieradz, wystawa poplenerowa)
- 2003: Toskania (Kraków, Galeria Sukiennice, wystawa poplenerowa)
- 2005: Pejzaż południa 2004 (Kraków, Galeria Pryzmat, wystawa poplenerowa)
- 2006: Polish Affair – Connoisseur Art Gallery (Hongkong)
- 2009: Salon Jesienny (Kraków, wyróżnienie)
- 2010:

Sztuka dla ciebie Lublin, WBP im. H. Łopacińskiego)
Świata barwność cała (Szczecin, Galeria Kapitańska)
- 2011:

Syros-Art (Poseidonia, wystawa poplenerowa)
Teraz Sztuka-Art Now! (Bruksela, Parlament Europejski)
Salon 100-lecia ZPAP Okręgu Krakowskiego (Kraków)
- 2012: Syros-Art (Akademia Sztuk Pięknych w Rzeszowie, Galeria Szalom w Krakowie, Galeria Spichlerz w Nieborowie, wystawa poplenerowa)